# معركة نقيوس
معركة نقيوس هي معركة حدثت بين القوات المسلمة تحت قيادة عمرو بن العاص وبين الإمبراطورية البيزنطية في مصر في ربيع عام 646 م.
في أعقاب انتصارهم في معركة هليوپوليس، في يوليو 640، والاستسلام اللاحق لمدينة الإسكندرية في نوفمبر 641، استولت القوات الإسلامية على مقاطعة مصر الرومانية. الإمبراطور البيزنطي الجديد قنسطنس الثاني كان عازماً على استرداد الأرض، وأمر أسطول ضخم بحمل القوات إلى الإسكندرية. هذه القوات، تحت قيادة مانويل، بعد إبرارها قامت بالإستيلاء على المدينة من حاميتها العربية الصغيرة في نهاية عام 645. كان عمرو بن العاص في مكة، وسرعان ما تم استدعائهم لقيادة القوات الإسلامية في مصر.
وقعت المعركة في بلدة صغيرة محصنة تدعى نقيوس، في ثلثي المسافة من الإسكندرية إلى الفسطاط، بقوات عربية تقدر بحوالي 15.000 فرد ضد القوة البيزنطية الصغيرة. بالرغم من صعوبة المعركة، بتعرض أحد الأبطال للقتل في قتال منفرد، إلا أنها انتهت بسيادة العرب، وتراجعت القوات البيزنطية في حالة من الفوضى إلى الإسكندرية.
بالرغم من إغلاق البيزنطيين البوابات ضد القوات العربية المتقدمة، إلى أن مدينة الإسكندرية سقطت في النهاية في أيدي العرب، الذين اقتحموا المدينة في صيف العام نفسه. هزيمة قوات مانويل كانت بمثابة انتهاء آخر محاولات الامبراطورية البيزنطية لاسترداد مصر والتي استمرت 500 سنة، بإرسال الإمبراطور مانويل كومنينوس تجريدة هناك في القرن 12.